# NGC 4049
NGC 4049 este o galaxie spirală situată în constelația Părul Berenicei. A fost descoperită în 27 aprilie 1785 de către William Herschel.